# Lista de tenistas brasileiros campeões de torneios do Grand Slam
Esta página lista os tenistas brasileiros campeões dos torneios Grand Slam. Ao todo, até 2023, considerando simples, duplas e juvenis, o Brasil conquistou 38 títulos neste tipo de torneio.
Maria Esther Bueno foi a primeira tenista a conquistar títulos, tanto no simples, quanto em duplas e em duplas mistas. Thomas Koch foi o primeiro tenista masculino a conquistar um Grand Slam em duplas mistas. Gustavo Kuerten foi o primeiro a conquistar um Grand Slam no torneio de simples. Marcelo Melo, em 2015, foi o primeiro a conquistá-lo em duplas masculinas. Em 2016, Bruno Soares tornou o primeiro homem do Brasil a conquistar duplamente um mesmo Grand Slam, num mesmo ano. Antes dele, Maria Esther Bueno era a única pessoa do Brasil que já tinha conquistado um torneio duplamente. E ela fez isso nada menos que em quatro oportunidades, sendo três vezes com uma combinação de duplas femininas e simples e uma em um combo nas parcerias feminina e mista. Em 2023, Luisa Stefani e Rafael Matos se tornaram a primeira dupla inteiramente brasileira a vencer um Grand Slam, no caso o título do Australian Open.
Já nos juvenis, Guga foi o primeiro a conquistar em duplas. Tiago Fernandes o primeiro em simples. E a primeira dupla formada somente por brasileiros foi Orlando Luz e Marcelo Zormann, em 2014.
Se considerarmos as conquistas do Masculino e do Feminino nos Torneios de Simples, apenas o Australian Open não foi conquistado por nenhum tenista brasileiro, que curiosamente é o primeiro que foi conquistado no juvenil. Já nos torneios de Duplas Masculino e Feminino, todos os 4 Grand Slams já tiveram conquistas de tenistas brasileiros. Porém, se considerarmos as duplas mistas, o torneio de Wimbledon é o único que anda não foi conquistado por nenhum tenista brasileiro.

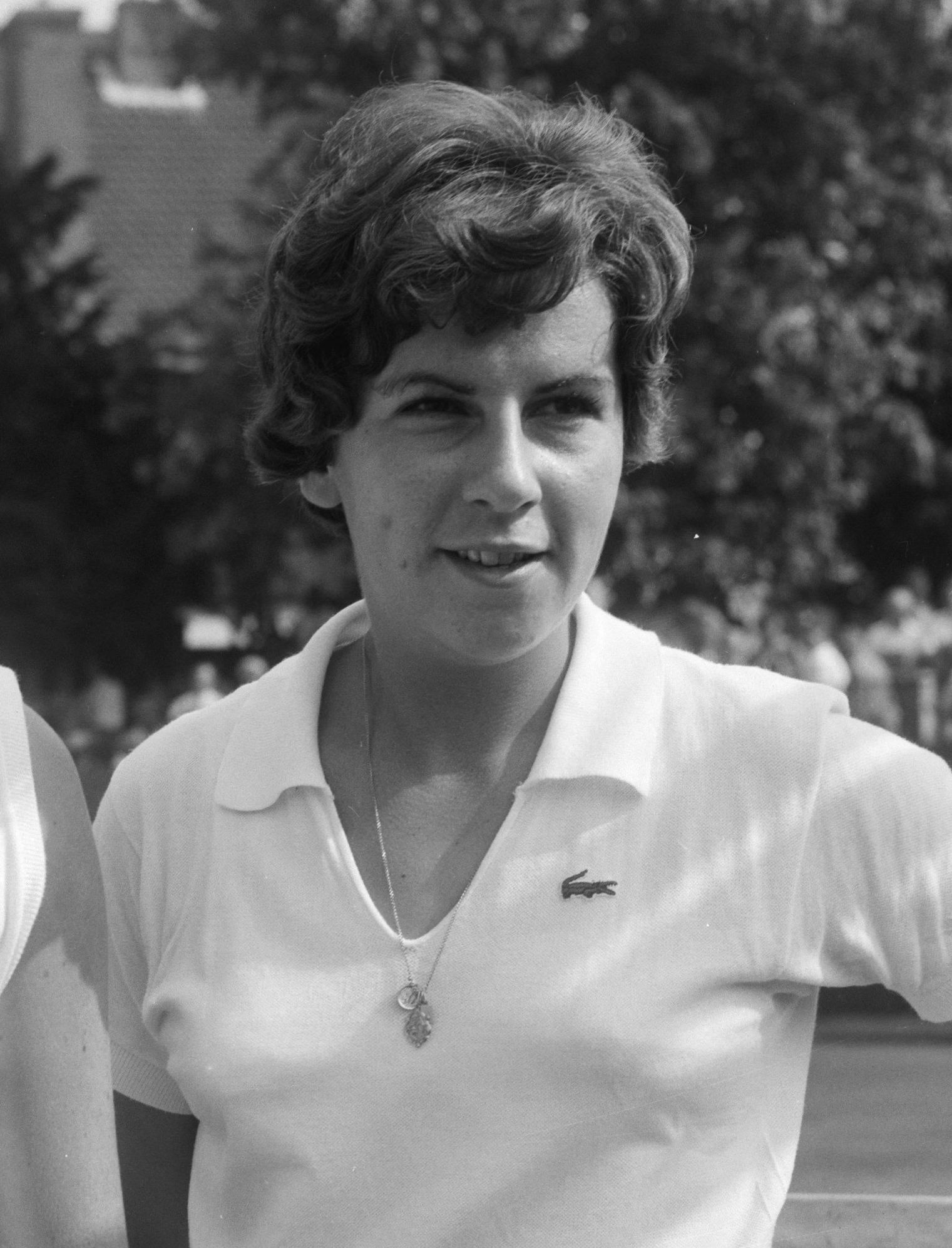
Maria Esther Bueno, primeira brasileira a vencer um torneio Grand Slam

Thomaz Koch, primeiro brasileiro a vencer um torneio Grand Slam

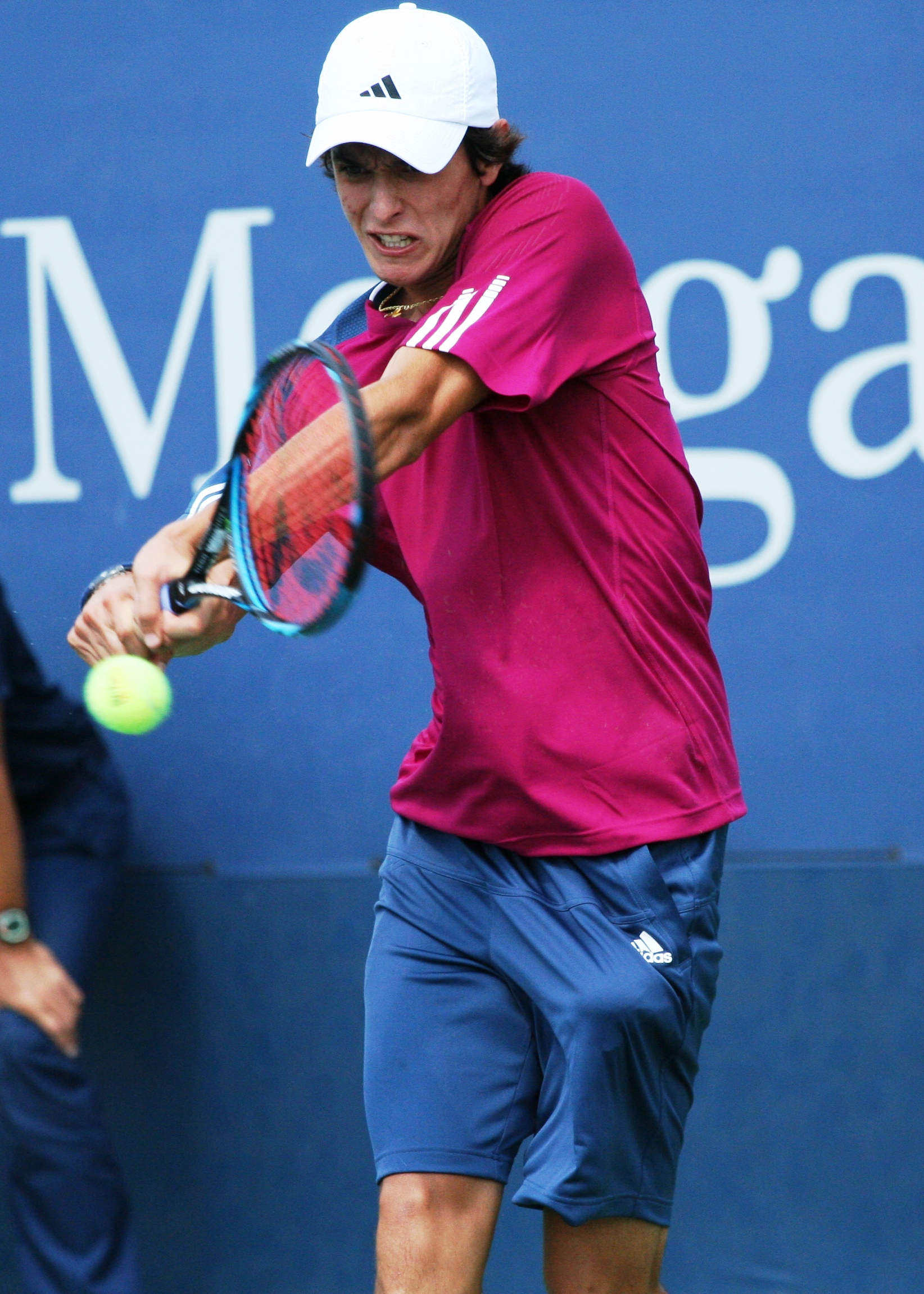
Tiago Fernandes, primeiro brasileiro a vencer um torneio Grand Slam juvenil em uma chave de simples

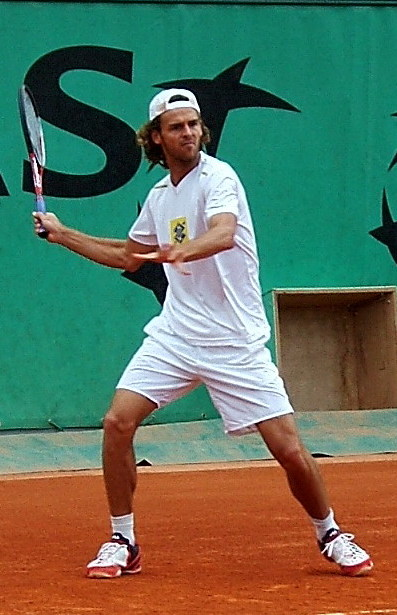
Gustavo Kuerten, primeiro brasileiro a vencer um torneio Grand Slam masculino na chave de simples

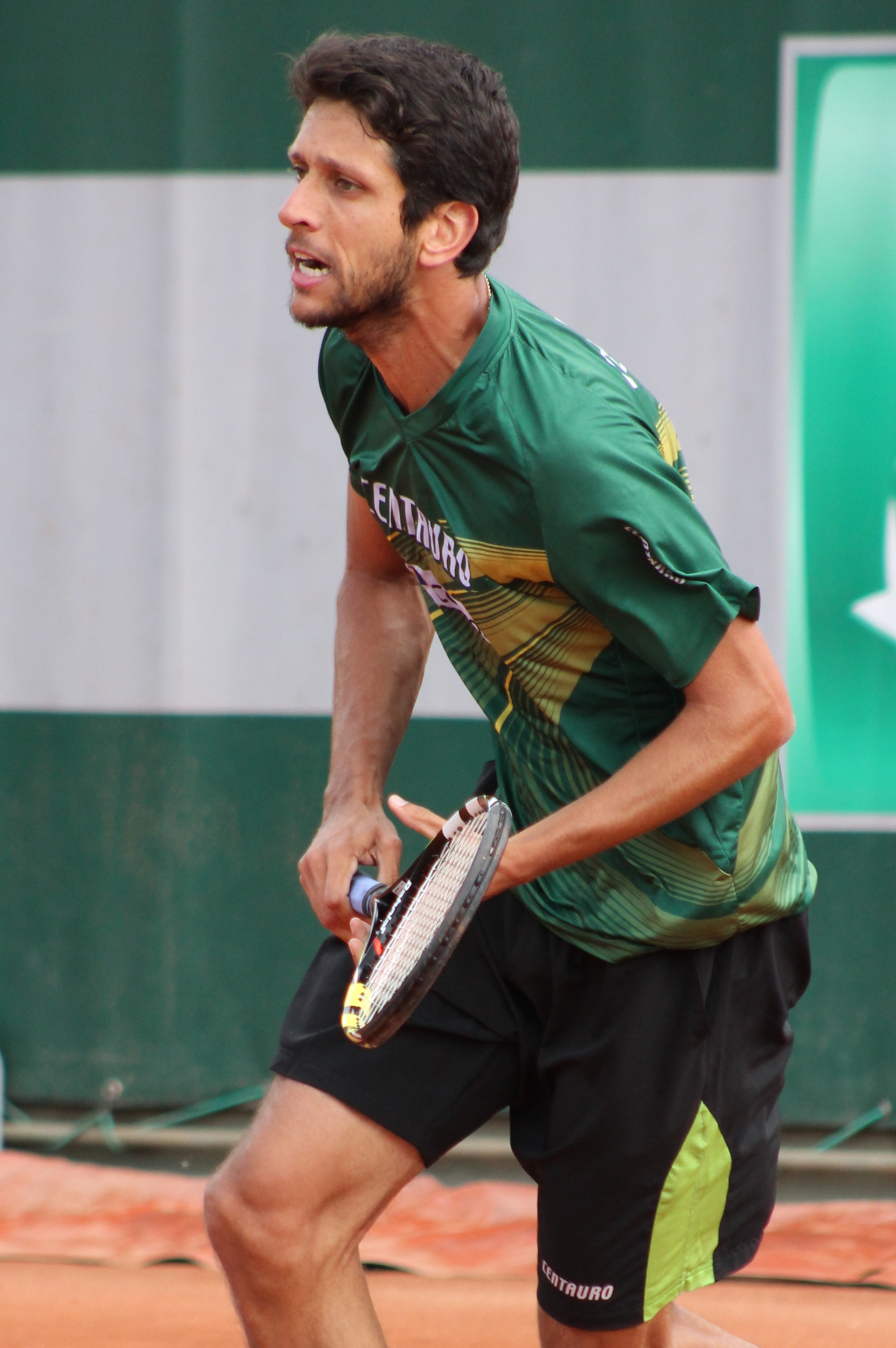
Marcelo Melo, primeiro brasileiro a vencer um torneio Grand Slam na chave masculina de duplas

## Torneio de Simples

### Masculino
| Torneio         | Tenista         | Quantidade | Anos               |
| --------------- | --------------- | ---------- | ------------------ |
| Australian Open | -               | 0          | -                  |
| Roland Garros   | Gustavo Kuerten | 3          | 1997 / 2000 / 2001 |
| Wimbledon       | -               | 0          | -                  |
| US Open         | -               | 0          | -                  |

### Feminino
| Torneio         | Tenista            | Quantidade | Anos                      |
| --------------- | ------------------ | ---------- | ------------------------- |
| Australian Open | -                  | 0          | -                         |
| Roland Garros   | -                  | 0          | -                         |
| Wimbledon       | Maria Esther Bueno | 3          | 1959 / 1960 / 1964        |
| US Open         | Maria Esther Bueno | 4          | 1959 / 1963 / 1964 / 1966 |

### Juvenil

#### Masculino
| Torneio         | Tenista             | Quantidade | Anos |
| --------------- | ------------------- | ---------- | ---- |
| Australian Open | Tiago Fernandes     | 1          | 2010 |
| Roland Garros   | -                   | 0          | -    |
| Wimbledon       | -                   | 0          | -    |
| US Open         | Thiago Seyboth Wild | 1          | 2018 |
| US Open         | João Fonseca        | 1          | 2023 |

#### Feminino
| Torneio         | Tenista | Quantidade | Anos |
| --------------- | ------- | ---------- | ---- |
| Australian Open | -       | 0          | -    |
| Roland Garros   | -       | 0          | -    |
| Wimbledon       | -       | 0          | -    |
| US Open         | -       | 0          | -    |

## Torneio de Duplas

### Duplas Masculinas
| Torneio         | Tenista      | Quantidade | Anos        |
| --------------- | ------------ | ---------- | ----------- |
| Australian Open | Bruno Soares | 1          | 2016        |
| Roland Garros   | Marcelo Melo | 1          | 2015        |
| Wimbledon       | Marcelo Melo | 1          | 2017        |
| US Open         | Bruno Soares | 2          | 2016 / 2020 |

### Duplas Femininas
| Torneio         | Tenista            | Quantidade | Anos                             |
| --------------- | ------------------ | ---------- | -------------------------------- |
| Australian Open | Maria Esther Bueno | 1          | 1960                             |
| Roland Garros   | Maria Esther Bueno | 1          | 1960                             |
| Wimbledon       | Maria Esther Bueno | 5          | 1958 / 1960 / 1963 / 1965 / 1966 |
| US Open         | Maria Esther Bueno | 4          | 1960 / 1962 / 1966 / 1968        |

### Duplas Mistas
| Torneio         | Tenista            | Quantidade | Anos        |
| --------------- | ------------------ | ---------- | ----------- |
| Australian Open | Bruno Soares       | 1          | 2016        |
| Australian Open | Luisa Stefani      | 1          | 2023        |
| Australian Open | Rafael Matos       | 1          | 2023        |
| Roland Garros   | Maria Esther Bueno | 1          | 1960        |
| Roland Garros   | Thomaz Koch        | 1          | 1975        |
| Wimbledon       | -                  | 0          | -           |
| US Open         | Bruno Soares       | 2          | 2012 / 2014 |

### Juvenis

#### Duplas Masculinas
| Torneio         | Tenista           | Quantidade | Anos |
| --------------- | ----------------- | ---------- | ---- |
| Australian Open | -                 | 0          | -    |
| Roland Garros   | Gustavo Kuerten   | 1          | 1994 |
| Roland Garros   | Matheus Pucinelli | 1          | 2019 |
| Wimbledon       | Orlando Luz       | 1          | 2014 |
| Wimbledon       | Marcelo Zormann   | 1          | 2014 |
| US Open         | Felipe Meligeni   | 1          | 2016 |

#### Duplas Femininas
| Torneio         | Tenista | Quantidade | Anos |
| --------------- | ------- | ---------- | ---- |
| Australian Open | -       | 0          | -    |
| Roland Garros   | -       | 0          | -    |
| Wimbledon       | -       | 0          | -    |
| US Open         | -       | 0          | -    |

## Apenas Finalistas

### Torneio de Simples

#### Masculino
| Torneio         | Tenista | Quantidade | Anos |
| --------------- | ------- | ---------- | ---- |
| Australian Open | -       | 0          | -    |
| Roland Garros   | -       | 0          | -    |
| Wimbledon       | -       | 0          | -    |
| US Open         | -       | 0          | -    |

#### Feminino
| Torneio         | Tenista            | Quantidade | Anos        |
| --------------- | ------------------ | ---------- | ----------- |
| Australian Open | Maria Esther Bueno | 1          | 1965        |
| Roland Garros   | Maria Esther Bueno | 1          | 1964        |
| Wimbledon       | Maria Esther Bueno | 2          | 1965 / 1966 |
| US Open         | Maria Esther Bueno | 1          | 1960        |

### Torneio de Duplas

#### Duplas Masculinas
| Torneio         | Tenista      | Quantidade | Anos        |
| --------------- | ------------ | ---------- | ----------- |
| Australian Open | -            | 0          | -           |
| Roland Garros   | Bruno Soares | 1          | 2020        |
| Wimbledon       | Marcelo Melo | 1          | 2013        |
| US Open         | Bruno Soares | 2          | 2013 / 2021 |
| US Open         | Marcelo Melo | 1          | 2018        |

#### Duplas Femininas
| Torneio         | Tenista             | Quantidade | Anos               |
| --------------- | ------------------- | ---------- | ------------------ |
| Australian Open | Beatriz Haddad Maia | 1          | 2022               |
| Roland Garros   | Maria Esther Bueno  | 1          | 1961               |
| Wimbledon       | Maria Esther Bueno  | 1          | 1967               |
| US Open         | Maria Esther Bueno  | 3          | 1958 / 1959 / 1963 |

#### Duplas Mistas
| Torneio         | Tenista            | Quantidade | Anos               |
| --------------- | ------------------ | ---------- | ------------------ |
| Australian Open | -                  | 0          | -                  |
| Roland Garros   | Maria Esther Bueno | 1          | 1965               |
| Roland Garros   | Cláudia Monteiro   | 1          | 1982               |
| Roland Garros   | Cássio Motta       | 1          | 1982               |
| Roland Garros   | Jaime Oncins       | 1          | 2001               |
| Roland Garros   | Marcelo Melo       | 1          | 2009               |
| Wimbledon       | Maria Esther Bueno | 3          | 1959 / 1960 / 1967 |
| Wimbledon       | Bruno Soares       | 1          | 2013               |
| US Open         | Maria Esther Bueno | 2          | 1958 / 1960        |

### Juvenil

#### Masculino
| Torneio         | Tenista             | Quantidade | Anos        |
| --------------- | ------------------- | ---------- | ----------- |
| Australian Open | -                   | 0          | -           |
| Roland Garros   | Thomaz Koch         | 2          | 1962 / 1963 |
| Roland Garros   | Edison Mandarino    | 1          | 1959        |
| Roland Garros   | Luis Felipe Tavares | 1          | 1967        |
| Wimbledon       | Ivo Ribeiro         | 1          | 1957        |
| Wimbledon       | Ronald Barnes       | 1          | 1959        |
| US Open         | -                   | 0          | -           |

#### Feminino
| Torneio         | Tenista | Quantidade | Anos |
| --------------- | ------- | ---------- | ---- |
| Australian Open | -       | 0          | -    |
| Roland Garros   | -       | 0          | -    |
| Wimbledon       | -       | 0          | -    |
| US Open         | -       | 0          | -    |

#### Duplas Masculinas
| Torneio         | Tenista            | Quantidade | Anos |
| --------------- | ------------------ | ---------- | ---- |
| Australian Open | João Fonseca       | 1          | 2023 |
| Roland Garros   | Guilherme Clezar   | 1          | 2009 |
| Roland Garros   | Orlando Luz        | 1          | 2016 |
| Roland Garros   | Bruno Oliveira     | 1          | 2020 |
| Roland Garros   | Natan Rodrigues    | 1          | 2020 |
| Wimbledon       | Ricardo Schlachter | 1          | 1994 |
| US Open         | Rafael Matos       | 1          | 2014 |
| US Open         | João Menezes       | 1          | 2014 |

#### Duplas Femininas
| Torneio         | Tenista             | Quantidade | Anos        |
| --------------- | ------------------- | ---------- | ----------- |
| Australian Open | -                   | 0          | -           |
| Roland Garros   | Beatriz Haddad Maia | 2          | 2012 / 2013 |
| Wimbledon       | -                   | 0          | -           |
| US Open         | -                   | 0          | -           |

## Estatísticas

### Títulos por Torneios
| #  | Tenista               | Australian Open | Torneio de Roland Garros | Torneio de Wimbledon | US Open de tênis | Finalista | Total Títulos |
| -- | --------------------- | --------------- | ------------------------ | -------------------- | ---------------- | --------- | ------------- |
| 1  | Maria Esther Bueno    | 1               | 2                        | 8                    | 8                | 16        | 19            |
| 2  | Bruno Soares          | 2               | 0                        | 0                    | 4                | 4         | 6             |
| 3  | Gustavo Kuerten       | 0               | 4                        | 0                    | 0                | 0         | 4             |
| 4  | Marcelo Melo          | 0               | 1                        | 1                    | 0                | 3         | 2             |
| 5  | Thomaz Koch           | 0               | 1                        | 0                    | 0                | 2         | 1             |
| 6  | Orlando Luz           | 0               | 0                        | 1                    | 0                | 1         | 1             |
| 6  | Rafael Matos          | 1               | 0                        | 0                    | 0                | 1         | 1             |
| 6  | João Fonseca          | 0               | 0                        | 0                    | 1                | 1         | 1             |
| 9  | Luisa Stefani         | 1               | 0                        | 0                    | 0                | 0         | 1             |
| 9  | Tiago Fernandes       | 1               | 0                        | 0                    | 0                | 0         | 1             |
| 9  | Marcelo Zormann       | 0               | 0                        | 1                    | 0                | 0         | 1             |
| 9  | Felipe Meligeni Alves | 0               | 0                        | 0                    | 1                | 0         | 1             |
| 9  | Thiago Seyboth Wild   | 0               | 0                        | 0                    | 1                | 0         | 1             |
| 9  | Matheus Pucinelli     | 0               | 1                        | 0                    | 0                | 0         | 1             |
| 15 | Beatriz Haddad Maia   | 0               | 0                        | 0                    | 0                | 3         | 0             |
| 16 | Cláudia Monteiro      | 0               | 0                        | 0                    | 0                | 1         | 0             |
| 16 | Cássio Motta          | 0               | 0                        | 0                    | 0                | 1         | 0             |
| 16 | Jaime Oncins          | 0               | 0                        | 0                    | 0                | 1         | 0             |
| 16 | Edison Mandarino      | 0               | 0                        | 0                    | 0                | 1         | 0             |
| 16 | Luis Felipe Tavares   | 0               | 0                        | 0                    | 0                | 1         | 0             |
| 16 | Ivo Ribeiro           | 0               | 0                        | 0                    | 0                | 1         | 0             |
| 16 | Ronald Barnes         | 0               | 0                        | 0                    | 0                | 1         | 0             |
| 16 | Guilherme Clezar      | 0               | 0                        | 0                    | 0                | 1         | 0             |
| 16 | Ricardo Schlachter    | 0               | 0                        | 0                    | 0                | 1         | 0             |
| 16 | João Menezes          | 0               | 0                        | 0                    | 0                | 1         | 0             |
| 16 | Bruno Oliveira        | 0               | 0                        | 0                    | 0                | 1         | 0             |
| 16 | Natan Rodrigues       | 0               | 0                        | 0                    | 0                | 1         | 0             |
|    | Total                 | 6               | 9                        | 11                   | 15               | 43        | 41            |

### Títulos por Tipo
| #  | Tenista               | Torneio de Simples | Torneio de Duplas | Torneio de Duplas Mistas | Torneio Juvenil Simples | Torneio Juvenil Duplas |
| -- | --------------------- | ------------------ | ----------------- | ------------------------ | ----------------------- | ---------------------- |
| 1  | Maria Esther Bueno    | 7 (7v-5d)          | 11 (11v-5d)       | 1 (1v-6d)                | 0                       | 0                      |
| 2  | Bruno Soares          | 0                  | 3 (3v-3d)         | 3 (3v-1d)                | 0                       | 0                      |
| 3  | Gustavo Kuerten       | 3 (3v-0d)          | 0                 | 0                        | 0                       | 1 (1v-0d)              |
| 4  | Marcelo Melo          | 0                  | 2 (2v-2d)         | 0 (0v-1d)                | 0                       | 0                      |
| 5  | Thomaz Koch           | 0                  | 0                 | 1 (1v-0d)                | 0 (0v-2d)               | 0                      |
| 6  | Orlando Luz           | 0                  | 0                 | 0                        | 0                       | 1 (1v-1d)              |
| 6  | Rafael Matos          | 0                  | 0                 | 1 (1v-0d)                | 0                       | 0 (0v-1d)              |
| 6  | João Fonseca          | 0                  | 0                 | 0                        | 1 (1v-0d)               | 0 (0v-1d)              |
| 9  | Luisa Stefani         | 0                  | 0                 | 1 (1v-0d)                | 0                       | 0                      |
| 9  | Tiago Fernandes       | 0                  | 0                 | 0                        | 1 (1v-0d)               | 0                      |
| 9  | Marcelo Zormann       | 0                  | 0                 | 0                        | 0                       | 1 (1v-0d)              |
| 9  | Felipe Meligeni Alves | 0                  | 0                 | 0                        | 0                       | 1 (1v-0d)              |
| 9  | Thiago Seyboth Wild   | 0                  | 0                 | 0                        | 1 (1v-0d)               | 0                      |
| 9  | Matheus Pucinelli     | 0                  | 0                 | 0                        | 0                       | 1 (1v-0d)              |
| 15 | Beatriz Haddad Maia   | 0                  | 0 (0v-1d)         | 0                        | 0                       | 0 (0v-2d)              |
| 16 | Cláudia Monteiro      | 0                  | 0                 | 0 (0v-1d)                | 0                       | 0                      |
| 16 | Cássio Motta          | 0                  | 0                 | 0 (0v-1d)                | 0                       | 0                      |
| 16 | Jaime Oncins          | 0                  | 0                 | 0 (0v-1d)                | 0                       | 0                      |
| 16 | Edison Mandarino      | 0                  | 0                 | 0                        | 0 (0v-1d)               | 0                      |
| 16 | Luis Felipe Tavares   | 0                  | 0                 | 0                        | 0 (0v-1d)               | 0                      |
| 16 | Ivo Ribeiro           | 0                  | 0                 | 0                        | 0 (0v-1d)               | 0                      |
| 16 | Ronald Barnes         | 0                  | 0                 | 0                        | 0 (0v-1d)               | 0                      |
| 16 | Guilherme Clezar      | 0                  | 0                 | 0                        | 0                       | 0 (0v-1d)              |
| 16 | Ricardo Schlachter    | 0                  | 0                 | 0                        | 0                       | 0 (0v-1d)              |
| 16 | João Menezes          | 0                  | 0                 | 0                        | 0                       | 0 (0v-1d)              |
| 16 | Bruno Oliveira        | 0                  | 0                 | 0                        | 0                       | 0 (0v-1d)              |
| 16 | Natan Rodrigues       | 0                  | 0                 | 0                        | 0                       | 0 (0v-1d)              |
|    | Total                 | 10 (10v-5d)        | 16 (16v-11d)      | 7 (7v-11d)               | 3 (3v-6d)               | 5 (5v-10d)             |